# Gebäudegruppe Am Breithof
Die Gebäudegruppe Am Breithof in Berne stammt aus dem 19. und 20. Jahrhundert.
Aktuell (2023) werden die Gebäude als Wohnhäuser, Wohn- und Geschäftshäuser und als Rathaus genutzt.
Die Gebäude stehen unter Denkmalschutz (siehe auch Liste der Baudenkmale in Berne).

## Geschichte
Die Gebäudegruppe an dem Platz Am Breithof besteht aus zumeist eingeschossigen Häusern:
- Nr. 1: Zweigeschossiges verputztes Eckhaus zur Langen Straße als Wohn- und Geschäftshaus von um 1900 mit Walmdach mit Schwalbenschwanzgaube, abgeschrägter Ecke im Erdgeschoss für den Eingang, verändertem Ladeneinbau sowie segmentbogigem Fenster im OG,[1]
- Nr. 2: Giebelständiger Putzbau vom 19. Jh. mit Krüppelwalmdach, jüngerer Schaufenstereinbau im EG,[2]
- Nr. 3: Giebelständiges verklinkertes Wohnhaus vom 19. Jh. mit Krüppelwalmdach, neuer Fassade und veränderter Fensteranordnung,[3]
- Nr. 4: Giebelständiges verputztes Gebäude im Kern vom 19. Jh. mit Satteldach und Schleppgaube, veränderter Fensteranordnung und Giebel mit neuerem Schaufenstereinbau im EG; zeitweise Café,[4]
- Nr. 5: Giebelständiges verklinkertes Gebäude, im Kern aus der 1. Hälfte des 19. Jhs., innen auch noch Fachwerk; bei Umbau erweitert, mit Satteldach, verändertem mittigen Eingang, seitlich segmentbogige Fenster, Fenster im Giebel verändert, umgebaut am Ende des 19. Jhs.; Nutzung auch als Restaurant,[5]
- Nr. 6: Zweigeschossiges giebelständiges fünfachsiges verputztes Gebäude von 1904 (Inschrift); ehemalige Schule und heutiges Rathaus Berne, mit Satteldach, geschossteilendem Gesims, Fensterrahmungen im Obergeschoss und Giebel z. T. Ädikulä auf Konsolen sowie Brüstungsfelder; Neubau für die höhere Bürgerschule an der Stelle des vormaligen Amtshauses,[6]
- Nr. 7: Giebelständiger Putzbau von um 1909 (Kern wohl älter) mit Satteldach, barockisierendem Schweifgiebel mit drei Kugelaufsätzen; neuerer Ladeneinbau im EG, im Giebel Fensterrahmungen, Relief in Jugendstilformen, in der Giebelspitze dreieckiges Putzfeld mit Sonnenrelief sowie profilierter Giebelrahmung,[7]
- Nr. 8: Zweigeschossiges verputztes Gebäude aus der zweiten Hälfte des 19. Jhs. als Eckhaus zur Langen Straße, früher Hotel Denker heute Teil des Rathauses, mit Kellersockel, Walmdach, zum Platz acht Achsen mit Eingang und kleiner Freitreppe, Fassade zur Langen Straße mit fünf Achsen; rechteckige Fenster im EG und segmentbogig im OG, Brüstungsgesims im OG, Traufgesims auf Konsolfries, Quaderung im rechten EG, rückwärtiger zweigeschossiger, niedrigerer und langgestreckter Anbau (Saal) mit Krüppelwalmdach und Rundbogenfenstern im OG,[8]

Das Landesdenkmalamt befand: „… hat als Teil der Gruppe ‚Berner Kirchplatz‘ eine geschichtliche Bedeutung … .“